# Bonner (Familienname)
Bonner ist ein englischsprachiger Familienname.

## Namensträger
- Alison Bonner (* 1962), britische Ruderin
- Amy Bonner (* 1971), US-amerikanische Basketballschiedsrichterin
- Anthony Bonner (* 1928), US-amerikanischer Latinist
- Bernard Bonner (1927–2005), schottischer Fußballspieler
- Beth Bonner (1952–1998), US-amerikanische Langstreckenläuferin
- Campbell Bonner (1876–1954), US-amerikanischer Klassischer Philologe und Religionswissenschaftler
- Dave Bonner (* 1942), britischer Radrennfahrer
- DeWanna Bonner (* 1987), US-amerikanisch-nordmazedonische Basketballspielerin
- Edmund Bonner (um 1500–1569), englischer Geistlicher, Bischof von London
- Frank Bonner (1942–2021), US-amerikanischer Schauspieler
- Garry Bonner, US-amerikanischer Songwriter, siehe Happy Together (Lied)
- Gemma Bonner (* 1991), englische Fußballspielerin
- George Wilmot Bonner (auch George William Bonner; 1796–1836), englischer Holzstecher
- Gerald Bonner (Theologe) (1926–2013), englischer Theologe
- Gerald Bonner (Schachspieler) (* 1941), schottischer Schachspieler
- Herbert Covington Bonner (1891–1965), US-amerikanischer Politiker (North Carolina)
- James Bonner (1910–1996), US-amerikanischer Biochemiker und Pflanzenphysiologe
- Jelena Georgijewna Bonner (1923–2011), russische Menschenrechtlerin
- Jo Bonner (* 1959), US-amerikanischer Politiker (Alabama)
- Joe Bonner (1948–2014), US-amerikanischer Jazzpianist
- John A. Bonner (1929–1996), US-amerikanischer Toningenieur
- John Tyler Bonner (1920–2019), US-amerikanischer Biologe
- John W. Bonner (John Woodrow Bonner; 1902–1970), US-amerikanischer Politiker (Montana)
- Juke Boy Bonner (1932–1978), US-amerikanischer Bluesmusiker
- Leroy Bonner († 2013), US-amerikanischer Sänger und Gitarrist
- Mariah Bonner, US-amerikanische Schauspielerin
- Marita Bonner (1898–1971), afroamerikanische Schriftstellerin und Dramatikerin
- Mark Bonner (Fußballspieler) (* 1974), englischer Fußballspieler
- Mark Bonner (Fußballtrainer) (* 1985), englischer Fußballtrainer
- Matt Bonner (* 1980), US-amerikanischer Basketballspieler
- Neville Bonner (1922–1999), australischer Politiker
- Nicolai Bonner (* 1972), israelisch-moldauischer Serienmörder
- Nigel Bonner (1928–1994), britischer Zoologe und Naturschützer
- Nkrumah Bonner (* 1989), jamaikanischer Cricketspieler
- Pat Bonner (* 1960), irischer Fußballtorhüter
- Paul Bonner (Künstler) (* 1958), britischer Fantasy-Künstler
- Paul Hyde Bonner (1893–1968), US-amerikanischer Schriftsteller und Diplomat
- Paul Max Bonner (* 1934), britischer Fernsehproduzent
- Robert C. Bonner (Robert Cleve Bonner; * 1942), US-amerikanischer Jurist und Richter
- Robert J. Bonner (Robert Johnson Bonner; 1868–1946), US-amerikanischer Klassischer Philologe und Rechtshistoriker
- Stefan Bonner (* 1975), deutscher Autor
- Tessa Bonner (1951–2008), britische Sängerin (Sopran)
- Thomas Neville Bonner (1923–2003), US-amerikanischer Medizinhistoriker
- Tom Bonner (Fußballspieler) (* 1988), englischer Fußballspieler
- Tom W. Bonner (1910–1961), US-amerikanischer Physiker
- William Bonner (Autor) (* 1948), US-amerikanischer Autor und Journalist
- William Bonner (Nachrichtensprecher) (William Bonemer Júnior; * 1963), brasilianischer Nachrichtenmoderator